# سانکه
سانکه شهری در شهرستان تیکاره در استان بام در بورکینافاسوی شمالی است و جمعیت آن ۱۰۸۵ نفر است.